# Persjotravensk
Persjotravensk (Oekraïens: Першотравенськ) is een stad in de Oekraïnense provincie Oblast Dnjepropetrovsk. De stad telt 29.019 inwoners (2013).

## Geboren
- Jaroslav Rakitskiy (3 augustus 1989), voetballer